# Rubén Rolandi
Rubén Victoriano Rolandi Aguilar (Villa Hayes, 1957-Mariano Roque Alonso, 11 de noviembre de 2020) fue un artista, antropólogo y escritor paraguayo, reconocido por su contribución a la promoción y preservación de la cultura popular paraguaya. Se graduó como licenciado en lengua guaraní en la Facultad de Filosofía de la Universidad Nacional de Asunción. Su extensa trayectoria como artista popular lo posicionó como pionero en el campo de los Káso Ñemombe'u (relatos), una disciplina que ha sido clave en el rescate y difusión de las tradiciones orales de la región.

## Biografía
Nacido en 1957 en Villa Hayes, provenía del seno de una familia tradicional paraguaya, siendo el menor de cinco hermanos. A temprana edad, desarrolló un profundo conocimiento del guaraní, idioma que sería fundamental en su carrera profesional. Inició su trayectoria en el ámbito teatral, enfocándose en la interpretación de obras populares. Al no conformarse con interpretar guiones escritos por otros, comenzó a plasmar sus propias experiencias, influenciadas por su entorno en los parajes chaqueños, a través de relatos breves y monólogos que presentó en los escenarios del Paraguay.
Con el tiempo, logró consolidarse como una figura popular, lo que le permitió realizar extensos viajes por el país para recolectar relatos y vivencias de la población rural. Su capacidad investigadora, sumada a su aguda memoria, le permitió rescatar una gran parte de la tradición oral paraguaya.
Fue uno de los miembros fundadores del Festival Mandu'arã, uno de los movimientos culturales más significativos de Paraguay en la década de 1980.
Además, participó en la edición de seis cuentos del Primer Concurso Nacional de Cuentos en Guaraní, organizado por el Ministerio de Educación y Cultura y el Banco Interamericano de Desarrollo (BID) en el marco de su cooperación técnica.[cita requerida]
Rolandi también incursionó en los medios de comunicación como creador y conductor de programas radiales y televisivos de contenido educativo y cultural. Su vocación docente lo llevó a impartir clases en instituciones como la Universidad Católica de Asunción y el Instituto Superior de Bellas Artes. Fue miembro titular de la Academia de la Lengua Guaraní.
El escritor y periodista Juan Bautista Rivarola Matto lo describió de la siguiente manera:
«No sé si Rubén Rolandi es un genio, pero sí que a través de él se expresa el genio popular paraguayo»

## Fallecimiento
Rubén Rolandi y su madre fueron hallados sin vida en su residencia en la ciudad de Mariano Roque Alonso, Departamento Central, el 11 de noviembre de 2020.

## Libros
- Kásos. Ahendu Ahai (1989)
- Opáicha Oñemombe'u (1999)
- Cuentos infantiles (2001)
- Paraguái Okára (2012)

Estuvo trabajando en un libro sobre el origen y nombre los pueblos y ciudades del Paraguay.[cita requerida]

### Audios
- Kasos. Vol. I (1985)
- Kásos. Vol. II (1988)